# دونل ویتنبورگ
دونل ویتنبورگ (انگلیسی: Donnell Whittenburg؛ زادهٔ ۱۸ اوت ۱۹۹۴) ژیمناست اهل کشور ایالات متحده آمریکا است.
از افتخارات وی میتوان به کسب مدال برنز تیمی در مسابقات جهانی ژیمناستیک هنری ۲۰۱۴ و پرش از خرک در مسابقات جهانی ژیمناستیک هنری ۲۰۱۵ اشاره کرد.